# Ocellé thessalien
Pseudochazara graeca
Espèce
Statut de conservation UICN

 LC  : Préoccupation mineure
L’Ocellé thessalien (Pseudochazara graeca) est une espèce de lépidoptères (papillons) de la famille des Nymphalidae, de la sous-famille des Satyrinae et du genre Pseudochazara.

## Dénomination
Pseudochazara  gracea a été nommé par  Otto Staudinger en 1870.
Synonymes : Pseudochazara mamurra graeca ; Hipparchia graeca ; [Otakar Kudrna]

### Sous-espèce
Pseudochazara graeca coutsisi (Brown) .
Pseudochazara  gracea serait très proche de Pseudochazara  beroe aurantiaca, cependant les deux espèces sont maintenues comme étant des espèces distinctes.

### Noms vernaculaires
L'Ocellé thessalien se nomme Grecian Grayling en anglais et Ελληνική χαζάρα en grec,.

## Description
L'Ocellé thessalien est un papillon marron avec une large bande postdiscale ocre à orangée marquée de nervures foncées avec à l'aile antérieure deux ocelles foncés pupillés de blanc dont un à l'apex.
Le revers, plus terne, présente une bande ivoire à ocre clair plus ou moins marquée et les mêmes deux ocelles aux antérieures.

## Biologie

### Période de vol et hivernation
Il vole en une génération, de mi-juillet à fin août.

### Plantes hôtes
Les plantes hôtes sont des graminées.

## Écologie et distribution
L'Ocellé thessalien est présent dans le centre et le sud de la Grèce et en Macédoine,.

### Biotope
Il réside en altitude sur des pentes herbues sèches.

### Protection
Il ne bénéficie pas de statut de protection particulier, il est classé en Least Concern (LC)